# Atletic Club Nkoy Bilombe
 (décembre 2019).
Si vous disposez d'ouvrages ou d'articles de référence ou si vous connaissez des sites web de qualité traitant du thème abordé ici, merci de compléter l'article en donnant les références utiles à sa vérifiabilité et en les liant à la section « Notes et références ».
Ne doit pas être confondu avec US Bilombe.
Maillots
Actualités
L'AC Nkoy Bilombe, est un club congolais de football basé à Kindu dans le Maniema, créé en 1969. Il a pour devise «Engagement, Détermination, Victoire».

## Histoire
Le club évolue en première division congolaise pendant deux saisons : en 2015-2016 et 2016-2017.